# Erannis dira
Erannis dira là một loài bướm đêm trong họ Geometridae.